# Mirinzal
Mirinzal este un oraș în unitatea federativă Maranhão (MA), Brazilia.